# 魯道夫·寇爾曼
魯道夫·寇爾曼（Rudolf Koelman，1959年10月2日—）是一位荷蘭小提琴家。

## 簡介
魯道夫·寇爾曼生於荷蘭首都阿姆斯特丹，孩提時期與揚.博爾和赫爾曼-克雷伯斯兩位名師學習小提琴。18歲那年，寇爾曼被授與全額獎學金進入洛杉磯南加州大學就讀，師從傳奇俄國小提琴大師雅夏·海飛茲並成為其閉門弟子；學成結束後便開始在國際樂壇走紅。1996-1999年間，寇爾曼擔任阿姆斯特丹皇家音樂廳管弦樂團的首席。2000-2005 年在德國杜塞朵夫的舒曼音樂學院擔任小提琴和室內樂教授。

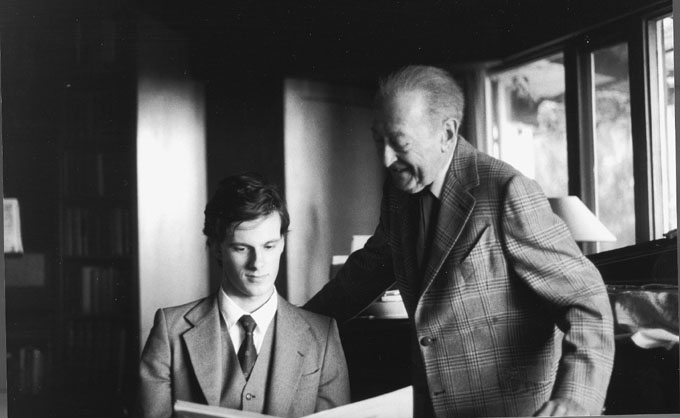
寇爾曼與海飛茲 (1979年攝於洛杉磯)

自1987年起，寇爾曼於瑞士苏黎世艺术大学擔任小提琴和室內樂專任教授 ，並領導蘇黎世藝大弦樂團。寇爾曼經常受邀擔任國際小提琴比賽的評審，並在歐洲、亞洲和澳大利亞各地舉辦大師班；寇勒曼也時常作為獨奏家與眾多著名樂團合作，經常在世界各地演出
寇爾曼錄製了大量的電視廣播和唱片，其中包括帕格尼尼的24首隨想曲的現場錄音。2010年，寇爾曼在阿姆斯特丹大會堂演出並現場錄製了帕格尼尼的第一號、第二號小提琴協奏曲。這些演奏被Challenge Classics發行，並在荷蘭贏得了著名的2010年愛迪生獎。寇爾曼2017年在Challenge Classics上發行的CD包含了普羅科菲夫的兩首小提琴協奏曲。

## 演奏家生涯
自1981年以來，寇爾曼以獨奏家身份頻繁地與眾多著名樂團合作，包括奧地利林茲布魯克納管弦樂團、德國科隆WDR廣播交響樂團、韓國廣播交響樂團、瑞士洛桑室內樂團、澳洲昆士蘭交響樂團、荷蘭阿姆斯特丹皇家音樂廳管弦樂團、日本東京愛樂等。
合作對象包括：阿塔·阿拉德、約夏·貝爾、道格拉斯·波伊德、羅納德·布勞提干、布赫賓達、里卡多·夏伊、柯林·戴維斯、理查·杜發洛、湯瑪斯·德曼加、尤里·耶古洛夫、琪雅拉·安德勒、德米特里·費許特曼、麗莎·費許特曼、加迪奈、哈農庫特、赫爾維格、霍格維因、霍利格、楊頌斯、亞歷山大·克爾、烏力奇·庫維拉、庫普曼、哈穆·林格曼、 拉杜·魯普、尼奇塔.馬加洛夫、奧飛歐·曼多茲、弗雷德里克·曼德斯、明茲、慕洛娃、羅傑·諾林頓、安東·歐門、喬治.鮑克、湯瑪斯·里博、納坦尼耶·羅森、保羅·羅森塔、庫特·桑德林、沃夫岡·薩瓦利胥、馬庫斯·史塔克、當肯·馬克提耶、福黎焉德、拉費爾·華爾利雪、湯瑪斯·滋賀特梅、弗蘭克·彼得·齊瑪曼、茲維登和茲維奇等人。

## 使用樂器
寇爾曼擁有的樂器為普雷森達1829年製小提琴以及史特拉底瓦里於1720年製的“Woolhouse”名琴。

## 教學生涯
1984年-1989年，兼任奧地利福拉貝爾格州音樂學院小提琴與室內樂教授，2000年-2005年，專任德國杜塞朵夫舒曼音樂學院小提琴與室內樂教授。自1987年，專任瑞士蘇黎世藝術大學小提琴與室內樂教授，並領導蘇黎世藝術大學的弦樂團。
寇爾曼經常受邀於瑞典極光音樂節、澳洲墨爾本國立音樂院、布里斯班格里菲斯大學、荷蘭國際音樂節、以色列Keshet Eilon、巴勒摩貝里尼音樂學院、博斯大學、希臘Porto Carras、Silkroad暑期音樂節、阿姆斯特丹Sweelinck音樂學院、雪梨音樂學院、泰薩洛尼基音樂學院、西澳表演藝術學院等地舉辦大師班。在iClassical Academy線上教學iClassical Academy （页面存档备份，存于），他已錄製了多場線上大師班。

## 錄音列表
- 巴赫, 易沙意, 葛利格: 獨奏奏鳴曲集[8]
- 寇爾曼演奏他最愛的16首小品 ORF, 1986 (LP-CD)
- 聖桑, 薩拉沙泰: 前奏與輪旋隨想曲, 流浪者之歌[9]
- 寇尼斯: e小調小提琴協奏曲 (live)[10]
- 克萊斯勒: 16首小品 [11], ASIN B000000U2I
- 布拉姆斯: 小提琴奏鳴曲全集 [12], ASIN B000000U2L
- 普羅科菲夫: 2首小提琴奏鳴曲 [13], ASIN B000024PYF
- 布拉姆斯, 馬勒, 許尼特克: 鋼琴四重奏[14]
- 韋瓦第: 四季, Ars, 1995 ASIN B000024PXU
- 帕格尼尼: 24首隨想曲, (live)Wiediscon [15], ASIN B0009IORFM
- 雷克萊: 6首雙小提琴奏鳴曲[16]
- "The Magic of Wood" [17] ASIN B000BUEGJA
- 莫札特: 2 首小提琴與中提琴二重奏[18]
- 韋尼奧夫斯基: 第二號小提琴協奏曲, 聖桑: 前奏與輪旋隨想曲, 哈瓦那幻想曲[19]
- 帕格尼尼: 2首小提琴協奏曲[20]
- 薩拉沙泰: 流浪者之歌, 拉威爾: 吉普賽人, 蕭頌: 詩曲, 柴科夫斯基: 美麗地方的回憶[21]
- 普羅科菲夫: 2首小提琴協奏曲[22]

## 外部連結
- 寇爾曼個人網站 （页面存档备份，存于）
- Audio/Video 錄音、影片 （页面存档备份，存于）
- Masterclasses 大師班資訊 （页面存档备份，存于）
- 蘇黎世藝術大學 （页面存档备份，存于）
- 蘇黎世藝術大學弦樂團 （页面存档备份，存于）